# Hydrobaenus pilipes
Hydrobaenus pilipes är en tvåvingeart som först beskrevs av Malloch 1915.  Hydrobaenus pilipes ingår i släktet Hydrobaenus och familjen fjädermyggor. Arten är reproducerande i Sverige. Inga underarter finns listade i Catalogue of Life.